# لقلق أبو سرج
لقلق أبو سرج(Ephippiorhynchus senegalensis) هو طائر ينتمي لعائلة اللقلق، وهي من الأنواع التي تنتشر في نطاق واسع وهي من الطيور المقيمة في كل من جنوب الصحراء الكبرى من السودان وكينيا وإثيوبيا وجنوب أفريقيا وغامبيا والتشاد والسينغال وساحل العاج في غرب أفريقيا . وهو قريب من اللقلق الأسود العنق الذي يتواجد بآسيا والذي هو أيضا من جنس Ephippiorhynchus .

## الخصائص
- واللقلق أبو سرج هو طائر يعيش في الغابات والمناطق الرطبة والأراضي المنخفضة الاستوائية، ويبني عشه من عصي كبيرة فوق الأشجار ليضع فيه بيضتان لونها أبيض ووزنها حوالي 146 غرام لكل منهما، وهي لا تشكل مستعمرات بل تعيش في أزواج منفردة وتدوم فترة الحضانة 30-35 يوم.
- هذا الطائر ضخم فيصل طوله حوالي 150 سم وطول أجنحته 270 سم والذكر أكبر وأثقل من الأنثى فالذكر وزنه حوالي 5.1 و 7.5 كغ أما الأنثى فحوالي 5 -6.9 كغ، وهو مكسو بريش مدهش قزحي اللون فالأجنحة والظهر والذيل سوداء اللون أما البطن والصدر فهو أبيض اللون. رقبته سوداء اللون.

ويتميز بمنقاره الملون الجميل فهو خليط بين الأحمر والأصفر والأسود. وهي مثل معظم اللقالق فهي طيور صامتة ولاتطير إلا ورأسها ممدودة إلى الأمام ولاترجعه إلا الخلف كطيور مالك الحزين .
- وأبو سرج مثل الطيور الأخرى تتغذى على الأسماك والزواحف والحشرات ولكن أيضا على الطيور الصغيرة.

## الثقافة المصرية القديمة
- ويمثل هذا الطائر في الخط الهيروغليفي المصري القديم (G29 جاردينر) التي لديها قيمة الصوتية «با» :

| G29 |

## صور

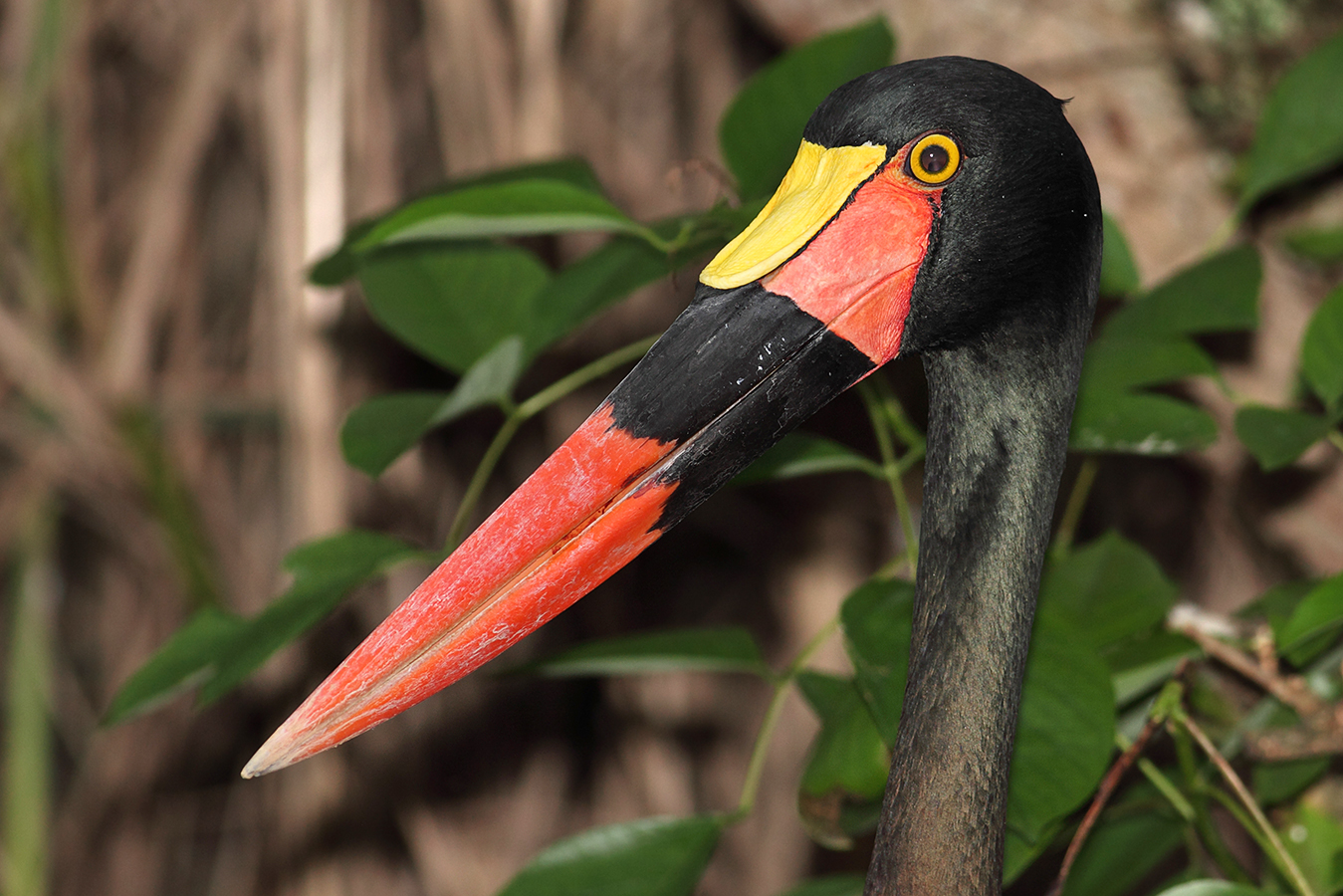
وجه لقلق أبو سرج .
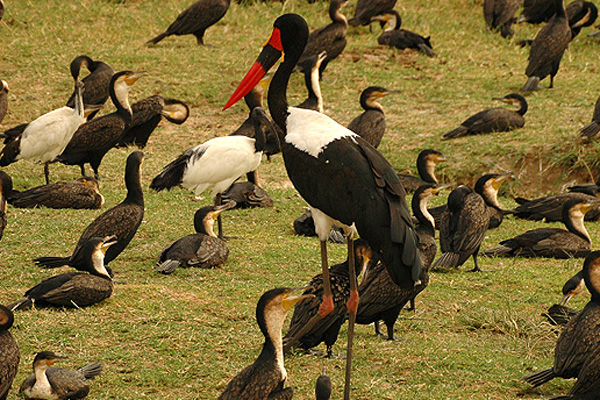
لقلق أبو سرج في قناة كازينجا ، أوغندا .
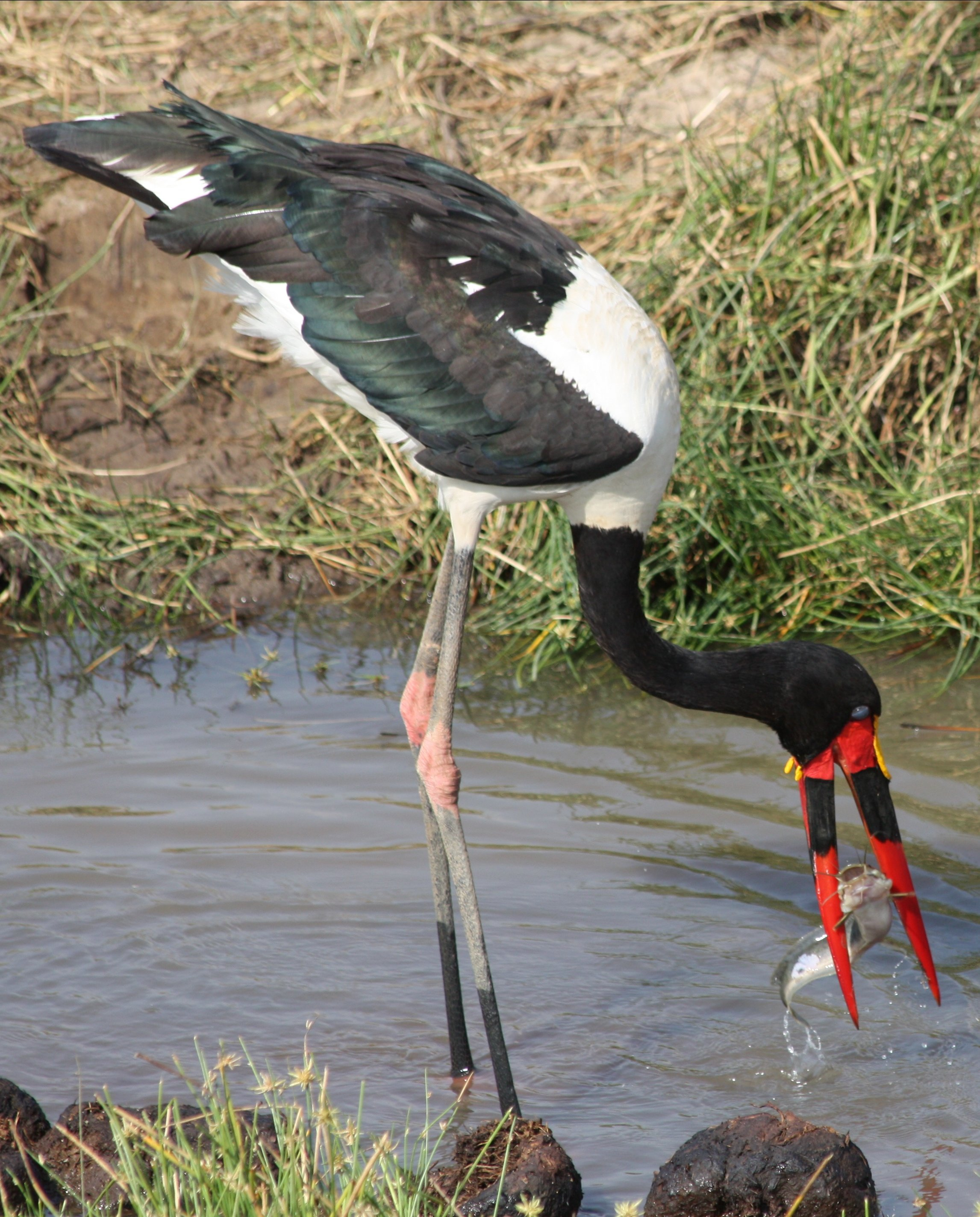
لقلق أبو سرج يصطاد السمك .